# La Commune (Paris, 1871)
La Commune (Paris, 1871) je dvoudílný francouzský historický film z roku 2000, který režíroval Peter Watkins podle vlastního scénáře. Film zachycuje události během Pařížské komuny v roce 1871 formou "dobových" televizních reportáží. Většina účinkujících ve filmu nejsou profesionální herci.

## Děj
Napoleon III. prohrál válku proti Prusku a pruská vojska obléhají Paříž. Dne 18. března 1871 pařížský lid odmítl kapitulaci a vzbouřil se. Byla ustavena Pařížská komuna.
Protože televize ve Versailles informuje o události zkresleně, byla komunou založena komise, aby zprostředkovala obyvatelům tento historický okamžik.
Novináři jezdí do míst, kde se zrodila Komuna - radnice, barikády, feministické kluby apod. a vedou rozhovory s cílem informovat obyvatelstvo o skutečnosti.